# César Domboy
César Domboy (født 10. marts 1990) er en fransk skuespiller bedst kendt for sin rolle i The Walk og som Fergus Claudel Fraser i Starz' tv-serie Outlander.

## Opvækst
Domboy blev født 10. marts 1990 i Frankrig, som mellemste barn i en søskendeflok på tre. Han har ikke gået på en officiel dramaskole, men har i stedet fået privatundervisning af skuespillerinde og dramalærer Laurence Le Dantec, som havde undervist i scenekunst i mere end 15 år. Hun har udover Domboy også undervist Nils Hugon og Gaspard Ulliel.

## Karriere
Domboys første professionelle rolle som 14-årig i 2004, var i instruktør Étienne Chatiliez' komedie Just Trust (La Confiance Règne), overfor Vincent Lindon. Det følgende år medvirkede han i France 3's tv-film Let's Go Small Children (Allons Petits Enfants), et krigsdrama om en ung dreng som forsøger at genoprette sin families ære efter hans far forlod hæren i unåde. I Raspail Production's thriller Red Needles (Les Aiguilles Rouges), omhandlende en gruppe drenge der er faret vild på en vandretur nær Brévent Lake, havde Domboy rollen som Guy. Hans næste rolle var som Ferdinand i et afsnit af France 2's tv mini-serie The Pasquier Clan (Le Clan Pasquier), et familiedrama som foregår i det tidlige 20. århundredes Frankrig. Derfra vendte han tilbage til film i 2008 i François Desagnats tilpasning af Vincent Ravalecs roman Daddy Cool (15 Ans et Demi).
I 2009 medvirkede Domboy i Canal+'s Écrire Pour un Chanteur i afsnittet "Three Celestial Bodies (Les Astres Noirs)", overfor Julien Doré og Paul Schmitt. I hans næste film, Bus Palladium, en dramatisk komedie fra instruktør Christopher Thompson, medvirkede Domboy som medlem af bandet Lust, der forfølger deres musikalske drømme. Samme år medvirkede han i Bertrand Taverniers drama The Princess of Montpensier, en tilpasning af Madame de Lafayettes roman fra 1622 af samme navn.
Domboy gik videre til at medvirke i instruktør Michaël Dacheux' film fra 2011 On the Go (Sur le Départ), et drama som kredser omkring to unge mænds liv, som ofte mødes i deres hjmeby. I fem afsnit af serien "Vue sur Internet" i France 3's dramatiske komedie Familie D'accueli(2012), spiller Domboy gæstekarakteren Stan. Samme år medvirkede han i YouTube mini-serien En Passant Pécho og havde rollen som Guy de Laval i sæson to af tv-serien Borgia, overfor Mark Ryder. Han medvirkede også i Bénédicte Pagnots politiske aktivistiske film Les Lendemains samt i Stefan Liberskis dramatiske komedie Baby Balloon. I 2014 medvirkede Domboy i Week-ends, et drama baseret på to pars liv som fortælles gennem hvad de oplever i weekenderne. Han blev så castet som The Kid i TF1's drama Résistance, som er løst baseret på gruppen Groupe du musée de l'Hommes aktiviteter, som var del af den franske modstandsbevægelse under 2. verdenskrig.
I 2015 medvirkede Domboy i Les Invisibles, en kortfilm som følger en ung mand der starter på arbejde i atomværksindustrien sammen med de andre "usynlige" arbejdere. Han afsluttede året med at være med i instruktør Robert Zemeckis' film The Walk, baseret på den sande historie om Philippe Petits gåtur på den høje line mellem World Trade Center-tårnene Han medvirkede efterfølgende i den romantiske komedie Up For Love (Un Homme À La Hauteur) samt i instuktør Christian Duguays A Bag of Marbles (Un Sac de Billes), som fortæller historien om to jødiske drenge som tilfangetages i det besatte Frankrig under 2. verdenskrig. I 2017 debuterede Domboy med den tilbagevende rolle som Fergus Claudel Fraser, overfor Lauren Lyles Marsali MacKimmie Fraser, i Starz' populære tidsrejsende-drama Outlander, som er baseret på Diana Gabaldons bedstsælgende bogserie af samme navn.
Domboy har to film på tapetet i 2021, Eugénie Grandet, som er baseret på romanen af samme navn fra Honoré de Balzac og The Mad Woman's Ball (Le Bal des filles), baseret på Victoria Mas' roman. I juli blev det annonceret, at han ville tilslutte sig castet på BBC's kommende serie SAS: Rogue Heroes, et seksdelt drama baseret på Ben Macintyres bog af samme navn.

## Filmografi

### Tv
| År           | Titel                                           | Karakter              | Produktion      | Noter                            |
| ------------ | ----------------------------------------------- | --------------------- | --------------- | -------------------------------- |
| 2005         | Let's Go Small Children (Allons Petits Enfants) | Pierrot               | France 3        | Tv-film                          |
| 2007         | The Pasquier Clan (Le Clan Pasquier)            | Ferdinand             | France 2        | Miniserie, 1 afsnit              |
| 2009         | Écrire Pour un Chanteur                         | Nathan                | Canal+          | Afsnit: "Les Astres Noirs"       |
| 2011         | E-Love                                          | Aurélien              | TV5             | Tv-film                          |
| 2012         | Familie D'accueli                               | Stan                  | France 3        | Afsnit: "Vue sur Internet"       |
| 2013         | En Passant Pécho                                | Le Maton              | YouTube         | Afsnit: "Carotte Cellule"        |
| 2013         | The Borgias                                     | Guy de Leval          | Bravo/Showtime' | 4 afsnit                         |
| 2014         | Résistance                                      | The Kid               | TF1             | Miniserie, 3 afsnit              |
| 2017–Present | Outlander                                       | Fergus Claudel Fraser | Starz           | Tilbagevendende rolle, 20 afsnit |
| 2021         | SAS: Rogue Heroes                               |                       | BBC             | I produktion                     |

### Film
| År   | Titel                                    | Karakter             | Noter                                                           |
| ---- | ---------------------------------------- | -------------------- | --------------------------------------------------------------- |
| 2004 | Just Trust (La Confiance Règne)          | Benjamin Finkel      |                                                                 |
| 2006 | Red Needles (Les Aiguilles Rouges)       | Guy                  |                                                                 |
| 2008 | Daddy Cool (15 Ans et Demi)              | Achille              |                                                                 |
| 2010 | Bus Palladium                            | Boris                |                                                                 |
| 2010 | The Princess of Montpensier              | Mayenne              |                                                                 |
| 2011 | On the Go (Sur le Départ)                | Piano                |                                                                 |
| 2013 | Les Lendemains                           | Thibault             |                                                                 |
| 2013 | Baby Balloon                             | Vince                |                                                                 |
| 2014 | Week-ends                                | Julien               |                                                                 |
| 2015 | Les Invisibles                           | Alexandre            | Kortfilm                                                        |
| 2015 | The Walk                                 | Jeff / Jean-François | Baseret på den sande historie om wirekunstneren Philippe Petit. |
| 2016 | Up For Love (Un Homme À La Hauteur)      | Benji                |                                                                 |
| 2017 | A Bag of Marbles (Un Sac de Billes)      | Henri Joffo          |                                                                 |
| 2021 | Eugénie Grandet                          | Charles Grandet      | Baseret på romanen af samme navn af Honoré de Balzac.           |
| 2021 | The Mad Woman's Ball (Le Bal des folles) | Ernest               | Baseret på romanen Le Bal des folles af Victoria Mas.           |